# Loretánská kaple v Žatci
Zaniklá Loretánská kaple v Žatci na Lounsku stála na severozápadním konci Žižkova náměstí před pivovarem.

## Historie
Loretánská kaple (Santa Casa) byla založena roku 1713 z odkazu lékárníka Johanna Clemense Calderara, žateckého radního a hospodářského ředitele. Stavbu realizovala jeho manželka Anna Barbora, rozená Špačková, a její druhý manžel Jan Antonín Doman. Kapli postavil podle vlastního projektu místní stavitel Martin Loschy. Náklady na stavbu dosáhly 1641 zlatých a 45 krejcarů. 24. května 1713 byl položen základní kámen a roku 1715 byla výstavba dokončena a kaple byla vysvěcena.
Jednalo se o kubickou, původně zcela nečleněnou stavbu, na jejímž průčelí se i po pozdější přestavbě dochovala plastická výzdoba a rokokové reliéfy Madony a „Přenesení loretánského domku“.
Kaple roku 1738 vyhořela, po obnově byla oplocena. Na obnovenou fasádu bylo osazeno osm soch andělů od žateckého sochaře Jana Karla Vettera.
Při josefínských reformách byla kaple roku 1786 zrušena, sekularizována a roku 1791 prodána. Krátce sloužila jako sýpka, poté byla přestavěna na obytný dům čp. 80. Po polovině 19. století byl dům ještě stavebně upravován a k původní kapli byla připojena dvě boční křídla.
Tento již obytný dům i s přístavbami byl v majetku žateckého pivovaru a roku 1945 byl zbořen.